# Saigō Takamori
Det här är en artikel om en person med japanskt personnamn; Saigō är familjenamnet.
Saigō Takamori, född 23 januari 1828 i Kagoshima, död 24 september 1877 i Kagoshima, var en japansk militär, samuraj och politiker från Satsumaprovinsen som spelade en avgörande roll under Meijirestaurationen.
Han var en av ledarna bakom Meijirestaurationen som 1868 formellt återgav kejsaren makten från shogunen. Saigō var befälhavare över de kejserliga trupperna och efter deras seger i inbördeskriget blev han en kort tid regeringschef. Saigōs son Saigō Tsugumichi valde också en militär karriär och 1874 ledde han en militärexpedition mot Paiwanfolket på södra Taiwan.
Efter att ha förlorat makten gjorde Saigō Takamori och lojala samurajer uppror, som blev känt som Satsumaupproret. När de besegrades av den nybildade värnpliktsarmén begick Saigō självmord.
Trots att Saigō reste sig mot centralregeringen blev han en populär folklig gestalt och 1898 restes en staty över honom i Uenoparken i Tokyo.
Takamori är förebilden för Moritsugu Katsumoto i filmen Den siste samurajen.